# Adrian Rollinson
Adrian Rollinson, ps. The Mighty Midlander, Big Ade (ur. 28 listopada 1965 w Dudley) – angielski strongman.

## Życiorys
Adrian Rollinson wziął udział w indywidualnych Mistrzostwach Świata Strongman 2000, Mistrzostwach Świata Strongman 2001, Mistrzostwach Świata Strongman 2003 i Mistrzostwach Świata Strongman 2004, jednak nigdy nie zakwalifikował się do finału. W Drużynowych Mistrzostwach Świata Strongman 2006 również nie zakwalifikował się do finału.
Pracuje jako robotnik drogowy w regionie Black Country.
Wymiary:
- wzrost 189 cm
- waga 155 kg

## Osiągnięcia strongman
- 2001
  - 3. miejsce – Mistrzostwa Wielkiej Brytanii Strongman
- 2002
  - 3. miejsce – Mistrzostwa Anglii Strongman
- 2004
  - 2. miejsce – Mistrzostwa Wielkiej Brytanii Strongman
- 2005
  - 3. miejsce – Mistrzostwa Wielkiej Brytanii Strongman